# Nastri d'argento 1966
La 21ª edizione dei Nastri d'argento si è svolta il 24 marzo 1966 a Bologna.

## Vincitori e candidati
I vincitori sono indicati in grassetto, a seguire gli altri candidati.

### Regista del miglior film
- Antonio Pietrangeli - Io la conoscevo bene
- Marco Bellocchio - I pugni in tasca
- Federico Fellini - Giulietta degli spiriti

### Miglior produttore
- Marco Vicario - Sette uomini d'oro
- Enzo Doria - I pugni in tasca

### Miglior soggetto originale
- Marco Bellocchio - I pugni in tasca
- Ruggero Maccari, Ettore Scola ed Antonio Pietrangeli - Io la conoscevo bene
- Marco Vicario - Sette uomini d'oro

### Migliore sceneggiatura
- Ruggero Maccari, Ettore Scola ed Antonio Pietrangeli - Io la conoscevo bene
- Marco Bellocchio  - I pugni in tasca
- Suso Cecchi D'Amico, Enrico Medioli, Luchino Visconti - Vaghe stelle dell'Orsa

### Migliore attrice protagonista
- Giovanna Ralli - La fuga
- Rosanna Schiaffino - La mandragola
- Giulietta Masina - Giulietta degli spiriti

### Migliore attore protagonista
- Nino Manfredi - Questa volta parliamo di uomini
- Marcello Mastroianni - La decima vittima

### Migliore attrice non protagonista
- Sandra Milo - Giulietta degli spiriti
- Anna Magnani - Made in Italy

### Migliore attore non protagonista
- Ugo Tognazzi - Io la conoscevo bene
- Totò - La mandragola
- Romolo Valli - La mandragola

### Migliore musica
- Armando Trovajoli - Sette uomini d'oro

### Migliore fotografia in bianco e nero
- Armando Nannuzzi - Vaghe stelle dell'Orsa

### Migliore fotografia a colori
- Gianni Di Venanzo (alla memoria) - Giulietta degli spiriti

### Migliore scenografia
- Piero Gherardi - Giulietta degli spiriti

### Migliori costumi
- Piero Gherardi - Giulietta degli spiriti

### Regista del miglior film straniero
- Joseph Losey - Il servo (The Servant)